# رايموند ميرفين هارلي
رايموند ميرفين هارلي مواليد 1936 (بالإنجليزية: Raymond Mervyn Harley)‏ هو عالم نبات أمريكي.